# سمور
سمور یا دله سرده‌‌ای در تیره راسویان است. سمورها جانورانی چابک هستند و بیشتر گونه‌های آنها برای زندگی در جنگل‌های تانیای نیم‌کره شمالی سازگاری یافته‌اند.
پوست سمورها در تهیه پوستین (خز) کاربرد دارد و بسیار نرم و لطیف و گرانبهاست. به همین دلیل سمورها همواره برای پوستشان شکار می‌شده‌اند و مزارع پرورش سمور نیز برای استفاده از پوست آنها احداث شده‌است.
سمورهای آبی از انواع سمور نیستند. سمورهای آبی هم از خانواده راسوسانان هستند اما در زیرخانواده Lutrinae قرار دارند اما سمورها به زیرخانواده Mustelinae تعلق دارند و ولورین و گورکن نزدیکترین خویشاوندان آن‌ها هستند.
سمورها جانورانی همه‌چیزخوار هستند و سنجاب، موش، خرگوش، پرندگان، حشرات و تخم پرندگان به همراه دانه‌ها و میوه‌ها و لاشه از منابع غذایی این جانوران هستند.
سمورها زندگی انفرادی دارند و فقط در اواخر بهار و اوایل تابستان برای جفت‌گیری با هم زندگی می‌کنند. بچه‌هایشان نابینا و تقریباً بی‌مو در ابتدای بهار به دنیا می‌آیند و بعد از حدود دو ماه از شیر گرفته می‌شوند و در حدود سه یا چهار ماهگی از مادر جدا می‌شوند.

## اشاره‌های فرهنگی
واحد پول کرواسی کونا یعنی سمور نام دارد و بر روی سکه‌های این کشور نیز تصویر حیوان سمور نقش بسته‌است. دلیلش این است که در قرون وسطی در سرزمین‌های اسلوونی، کرواسی و دالماتیا پوست سمور به عنوان نوعی پول کاربرد داشت و سکه‌ای که بین سال‌های ۱۲۳۵ تا ۱۳۸۴ در این منطقه ضرب می‌شد تصویر یک سمور را بر روی خود داشت.
شرکت معروف نوکیا نیز نام خود را این حیوان گرفته‌است. در زبان فنلاندی به سمور نوکیانویرتا گفته می‌شود.

## گونه‌ها
- سمور آمریکایی (Martes americana)
  - سمور نیوفوندلند (Martes americana atrata)
- سمور گلوزرد (Martes flavigula)
- سمور سنگی (Martes foina)
- سمور نیلگیری (Martes gwatkinsii)
- سمور جنگلی (Martes martes)
- سمور ژاپنی (Martes melampus)
- دله آمریکایی (Martes pennanti)
- سمور سیبری (Martes zibellina)